# Monhysterides
Monhysterides ist eine Gattung der Spulwürmer mit fünf Arten, die bei Fischen und Reptilien parasitieren.

## Merkmale
Monhysterides sind Atractinae mit einem langen, stark verjüngten Schwanz bei beiden Geschlechtern.

## Systematik
Zur Gattung gehören folgende Arten:
- Monhysterides iheringi Travassos, Artigas & Pereira, 1928
- Monhysterides kachugae Stewart, 1914
- Monhysterides lissemydis Gupta & Aggarwal, 1978
- Monhysterides piscicola Baylis & Daubney, 1922
- Monhysterides testudinicola Baylis, 1933